# Alien: Isolation
Alien: Isolation — пригодницький екшн-хорор з елементами стелсу розробки «Creative Assembly» та видавництва «Sega», реліз котрого відбувся 7 жовтня 2014 року. Компанія Feral Interactive видала гру для macOS та Linux 27 жовтня 2015 року. Версія гри для Nintendo Switch від Feral Interactive вийшла 5 грудня 2019 року, а для мобільних пристроїв Android, iOS, від того ж видавництво, вийшла 16 грудня 2021 року.
Події розвиваються за 15 років після катастрофи на космічному кораблі «Ностромо». Головна героїня, Аманда Ріплі, донька Еллен Ріплі, намагається дізнатись, що відбулося на кораблі. Вона отримує запрошення на космічну станцію «Севастополь», але по прибуттю опиняється серед численних небезпек.
Є єдиною, з ігор по серії, реалізованою згідно атмосфери й впливу оригінального фільму «Чужий», геймплей якої побудований на виживанні серед жаху.

## Геймплей
Alien: Isolation — це однокористувацька гра з акцентом на приховане проходження. Гравець керує Амандою Ріплі від першої особи. Її мета — пройти низку локацій на космічній станції, перехитривши та перемігши ворогів. Хоча вона отримує впродовж сюжету різну зброю та спорядження, від ворогів часто вигідніше ховатися, а головний противник, інопланетянин Чужий, взагалі не може бути знищений. Ріплі може ходити, скрадатися, бігати, лазити по драбинах, пробиратися в вентиляційні отвори. Для приховування вона може присідати за й під предмети та ховатися в шафах.
Аманда стикається з різними ворогами по станції, включаючи вороже налаштованих людей, андроїдів і Чужого. Чужий постійно переслідує Аманду, реагуючи на спричинений нею шум, кроки, ввімкнення та вимкнення обладнання станції. Аманді доступний ліхтарик і детектор руху, що показує напрям до поточної цілі та присутність рухомих ворогів поблизу. Проте, користуючись ними, героїня збільшує шанси, що Чужий її виявить. Наприклад, якщо Чужий підійшов близько, його привабить звук детектора.
Протягом гри Аманда знаходить револьвер,  електрошокову палицю, дробовик, вогнемет і промисловий степлер. Вона також може створювати корисні предмети зі знайдених складників, якщо перед цим отримає креслення. Це: лікувальний ін'єктор, шумогенератор, димова граната, світлова граната, бомба (може використовуватися і як міна), електромагнітна бомба, коктейль Молотова.
Збереження прогресу відбувається в телефонних терміналах. Карта кожної локації недоступна до того, як знайти її на спеціальних моніторах. Якщо Аманда загине, гра поновиться біля останнього відвіданого термінала. На станції є зони, потрапити в які можна, виконавши особливі умови, як-от знайти ключ-картку, ввімкнути подачу електрики, розрізати їх газовим різаком. Комп'ютерні термінали та станції можна використовувати для доступу до інформації та ініціювання таких дій, як відімкнення камер спостереження чи маніпулювання механізмами.
На додаток до режиму кампанії, Alien: Isolation має режим під назвою Survivor Mode, у якому пропонується виконувати завдання протягом визначеного часу, уникаючи Чужого.

## Сюжет
Через 15 років після подій оригінального фільму «Чужий», у 2137 році, Аманда Ріплі, дочка Еллен Ріплі, дізнається від представника корпорації «Вейланд-Ютані», що знайдено бортовий самописець корабля її матері «Ностромо». Бортовий самописець був вилучений рятувальним кораблем «Анесидора» і зберігається на борту космічної станції «Севастополь», яка обертається навколо газового гіганта KG-348 у зоряній системі Дзета Сітки.
Ріплі, андроїд Семюелс і виконавча директор «Вейланд-Ютані» Ніна Тейлор летять на «Севастополь» кур'єрським кораблем «Торренс». При наближенні виявляється, що станція пошкоджена і зв'язок із нею відсутній. Екіпаж намагається дістатися до шлюза в скафандрах, але удар уламка станції розділяє їх. Ріплі самотужки дістається до шлюза та проникає всередину.
Досліджуючи станцію, Ріплі бачить, що люди чимось налякані, вони збудували барикади і поділилися на ворожі групи. Ріплі знайомиться з Акселем, який проводить її повз загін мародерів. Несподівано його пронизує хвостом Чужий і забирає до службового тунелю. Попри це Ріплі вдається розшукати обладнання, щоб дістатися до комп'ютерного відділу, де зберігається самописець із «Ностромо». На розчарування Ріплі, з нього неможливо зчитати дані. Невдовзі вона стикається з Чужим, який не встигає її помітити.
Ріплі знаходить Семюелса і поранену Тейлор, для якої добуває медичні інструменти. Чужий ледве не вбиває її, але тікає через вибухову пастку, залишену кимось раніше. Потім Ріплі зустрічає маршала станції Вейтса та його заступника Рікардо. Вейтс пояснює, що Чужий був доставлений на станцію капітаном корабля «Анесидора» Генрі Марлоу, який і знайшовши бортовий самописець «Ностромо». Марлоу зміг відстежити шлях «Ностромо» до планети LV-426, і знайти покинутий інопланетний корабель, що містив яйця Чужих. Під час дослідження на дружину Марлоу вистрибнув з яйця лицехват, заразивши її ембріоном Чужого. Марлоу привіз її на борт «Севастополя» для лікування, але був ув'язнений Вейтсом після того, як з тіла жінки вилупилася наступна стадія розвитку Чужого — грудолом. Вейтс переконує Ріплі заблокувати прибульця у віддаленому модулі станції, а потім відстикувати його в космос. План вдається, та Вейтс викидає зі станції модуль не тільки з Чужим, але й з Ріплі. Падаючи на KG-348, Ріплі вистрибує та потрапляє в скафандрі назад на станцію «Севастополь».
Ріплі повертається, щоб помститися Вейтсу, але Рікардо розповідає, що службові андроїди станції раптово почали вбивати решту команди, і Вейтса вже вбито також. Семюелс намагається зв'язатися зі штучним інтелектом станції APOLLO, щоби втихомирити андроїдів. Однак пряме підімкнення до APOLLO вбиває його незабаром після того, як Семюелс відкриває Ріплі шлях до контрольного ядра ШІ. Там Ріплі дізнається, що корпорація «Сігсон», яка володіє станцією, продала «Севастополь» «Вейланд-Ютані», котра наказала APOLLO захистити прибульця будь-якою ціною для досліджень. Ріплі повідомляє APOLLO, що істоти більше немає на борту станції, і вимагає припинити заходи зі збереження прибульця. Тоді система відповідає, що насправді на станції є ціле гніздо Чужих, сховане в приміщенні реактора — джерела енергії станції. Ріплі пробирається до реактора, де містяться останки людей, з тіл яких вилупилися численні Чужі. Вона перевантажує реактор, аби вбити прибульців, однак, вони тікають незадовго до викиду радіації.
Тоді Ріплі погоджується на пропозицію Марлоу втекти на «Анесидорі». Дорогою Ріплі дізнається, що Тейлор має таємне завдання забрати прибульця з «Севастополя», і що вона звільнила Марлоу в обмін на координати LV-426. Однак Марлоу обдурює її та бере в заручниці на борт «Анесидори». Там Ріплі нарешті знаходить записи з «Ностромо», що містять особисте повідомлення до неї від її матері.
Тим часом Марлоу намагається перевантажити термоядерний реактор «Анесидори», щоб знищити «Севастополь» разом з усіма формами життя на борту. Тейлор вбиває його, намагаючись зупинити вибух, але реактор перевантажується попри всі зусилля Ріплі. Електричний розряд убиває Тейлор. Ріплі тікає з корабля незадовго до того, як «Анесидора» вибухає. Вибух руйнує орбітальні стабілізатори «Севастополя», що змушує станцію почати падіння на KG-348. Ріплі та Рікардо зв'язуються з «Торренсом», щоб корабель забрав їх зі станції в автоматичному режимі. Поки Ріплі налаштовує антену для пристикування корабля до «Севастополя», на обличчя Рікардо вже стрибнув лицехват, заразивши його ембріоном Чужого. Ріплі самотужки відстиковує «Торренс» від станції, переслідувана Чужими. Вона думає, що нарешті врятувалася, проте розуміє, що на борту «Торренса» є ще один Чужий. Загнана в шлюз, Аманда запускає розгерметизацію і викидає себе з прибульцем в космос. За якийсь час її знаходить рятувальна команда.

## Розробка
Перші офіційні відомості про майбутній реліз Creative Assembly були опубліковані у журналі CVG. Керівник Sega Майк Гейс зауважив:
В жовтні 2013-го проєкт отримав товарний знак Alien: Isolation, в грудні того ж року було офіційно оголошено і підтверджено майбутній реліз для платформ Microsoft Windows, PlayStation 3, PlayStation 4, Xbox 360 і Xbox One. Розробники не переймалися провалом Aliens: Colonial Marines оскільки на їх думку його творці не розуміли фанів серії, але їх досвід дав зрозуміти чого не варто робити і яких помилок слід уникати. Початковий задум полягав у впровадженні камери від третьої особи але у підсумку то було відхилено. Окрім того, було заявлено виключно синглплеєр:

## Оцінки
| Агрегатор  | Оцінка                                                     |
| ---------- | ---------------------------------------------------------- |
| Metacritic | PC: 81/100 PS4: 79/100 XONE: 78/100 NS: 83/100 iOS: 83/100 |

| Видання                   | Оцінка  |
| ------------------------- | ------- |
| Destructoid               | 8.5/10  |
| Electronic Gaming Monthly | 8/10    |
| Eurogamer                 | 8/10    |
| Game Informer             | 7.75/10 |
| GameRevolution            | [ 24 ]  |
| GameSpot                  | 6/10    |
| GamesRadar+               | [ 26 ]  |
| GameTrailers              | 7.4/10  |
| IGN                       | 5.9/10  |
| PC Gamer (США)            | 93/100  |
| Polygon                   | 6.5/10  |

| Видання | Оцінка |
| ------- | ------ |
| PlayUA  | 95/100 |

Середня оцінка гри на Metacritic склала 81/100 у версії для ПК, 79/100 для PlayStation 4 і 78/100 для Xbox One.
На сайті Gamespot Кевін Ванорд похвалив Alien: Isolation за мудре використання ретрофутуристичного стилю 1970-х років, і хованки з Чужим, які  складають найцікавішу частину гри. В той же час деякі механіки називалися недорозвиненими. Так, керування очищенням повітря переважно ні на що не впливає, а відеокамери не допомагають виявити переміщення Чужого. Критик висловив особливе невдоволення тим, що Чужий може знайти Ріплі, коли вона ховається в шафах, а боротьба проти андроїдів завжди шаблонна та зводиться до пострілів у голову.
Джефф Марчіафава на Game Informer звернув увагу, що віддаленість точок збереження й потреба зберігатися в них вручну створює проблеми, коли Ріплі гине і велику частину шляху доводиться проходити заново. Та з цього є наслідком і задоволення, що виникає, коли точки досягнено. Сама гра, попри вихідний матеріал, не страшна і триває надто довго. Dead Space, явно натхненна «Чужим», виявилася страшнішою, ніж Isolation. Геймплей Isolation набагато привабливіший, ніж сюжет, і пропонує постійну напругу через відчуття близькості Чужого.
Згідно з Sega, станом на січень 2015 року Isolation було продано обсягом понад 1 млн копій по всьому світу.